# Nicolae Rusu
Nicolae Mircea Rusu (* 26. února 1948, Risipeni, Fălești, Brašov, Moldávie) je rumunský spisovatel, literární historik a kritik, žijící v Moldavsku.

## Život
Narodil se 26. února 1948 ve vesnici Risipeni, Fălești, poblíž Brašova. Oba jeho rodiče, matka Emiliei (rozená Tudorache) a otec Petru Rusu, byli rumunské národnosti. Základní školu navštěvoval v Brašově, střední školu studoval nejprve na gymnáziu Andrei Șaguna a poté přešel na kišiněvskou polytechniku, kterou absolvoval v roce 1970. Po ukončení studia pracoval deset let jako ekonom a současně získal diplom na Filozofické fakultě Univerzity v Bukurešti, obor obecná filozofie.
Začínal jako novinář v redakci deníku Ziarul, kde publikoval reportáže, recenze a filmové kritiky. Poté pracoval jako technický redaktor a redaktor oddělení kritiky, později jako vedoucí redaktor v časopisu Luceafărul. Počátkem 80. let řídil literární rubriku časopisu Amfiteatru. Vedle tohoto časopisu publikoval zároveň řadu článků a kritik v časopisech Luceafărul a Viața studențească. V časopisu Săptămâna (Týden) vedl sekci literární historie. V letech 1983 – 1985 studoval na Literárním institutu Maxima Gorkého v Moskvě. Byl funkcionářem a od roku 1987 ředitelem Literárního fondu Obce spisovatelů Moldavska v Kišiněvu.
V roce 1992 odjel do USA, kde byl v New Yorku hlavním redaktorem časopisu o rumunské kultuře a spiriualitě Lumină lină (Gracious light). Řada jeho reportáží a esejí byla přeložena do angličtiny. Po návratu do vlasti, jako zastánce proevropské orientace země kritizoval poměry v nově vzniklé Moldavské republice, zejména "divokou" privatizaci majetku. Do té byla nešťastným způsobem zapojena i místní Obec spisovatelů, které byl členem. Tyto skutečnosti měly zřejmě za následek, že v noci 12. května 1992 byl před svým domem napaden neznámými útočníky, kteří mu polili tvář kyselinou sírovou. Utrpěl těžké popáleniny na obličeji a hrudníku a prodělal řadu plastických operací. Jako součást léčebné terapie mu bylo doporučeno psát. Nadále působí v Literárním fondu Obce spisovatelů a v moldavské pobočce PEN klubu.

## Dílo
Jako spisovatel začal Nicolae Rusu v roce 1969 románem Utopica; od poloviny 70. let publikoval psychologicky a eticky zaměřené povídky a knihy pro děti a mládež. Literární věhlas získal dvojrománem Şobolaniada (Krysiáda) a Revelion pe epavă (Silvestr na vraku), kterému později přidal název Ztroskotání. První z nich vyšel v roce 1998 a druhý v roce 2005. Autor v nich literárně zpracoval osobní tragickou zkušenost na pozadí společensko-politických poměrů, které panovaly v Besarábii v devadesátých letech 20. století, v době po rozpadu komunistického režimu. V rozhovorech s novináři k tomu říká „tento román by neexistoval, kdyby na mě nebyl spáchán dodnes neobjasněný atentát“.

### Beletrie (výběr)
- 1969 Utopica
- 1997  Ploaia de aur (Zlatý déšť)
- 1998 Şobolaniada (česky: Krysiáda: ztroskotání I, přeložil Jiří Našinec, Havran, 2011)
- 2005 Revelion pe epavă (česky: Silvestr na vraku: ztroskotání II (přeložil Jiří Našinec, Havran 2011)[3]
- 2013  Al șaptelea simț (Sedmý smysl)